# El Vellón
El Vellón és un municipi del Nord-est de la Comunitat de Madrid.

## Demografia
| 1991 | 1996 | 2001 | 2004 |
| ---- | ---- | ---- | ---- |
| 890  | 1045 | 1190 | 1252 |